# مایکی گارسیا
مایکی گارسیا (انگلیسی: Mikey Garcia؛ زادهٔ ۱۵ دسامبر ۱۹۸۷) بوکسور اهل ایالات متحده آمریکا است.